# Потапці (село)
Пота́пці — село в Україні, у Черкаському районі Черкаської області, підпорядковане Бобрицькій сільській громаді.
Населення села становить 309 осіб, дворів 191 (2009; 343 особи в 2007, 515 осіб в 1972).

## Історія
Однією із перших легенд про село, яку передавали із уст в уста — легенда про трьох братів, одним із яких був Потап. Їхній батько був великим паном і мав багато земель у своїй управі. І от по смерті він вирішив розподілити землі серед своїх синів. Одному дісталася територія, що зараз носить назву Пищальники, іншому — Лазірці, а найстаршому батько віддав землі, що потім були названі селом Потапці.
Назву село отримало від того, що першими жителями поселення було декілька Потапів.
У книзі Л. І. Похилевича «Сказання про населені місцевості Київської губернії» 1864 є кілька рядків про Потапці. У книзі йдеться, що до 1777 цими землями володів Микола Потоцький, після чого перейшли вони Станіславу Понятовському, племіннику останнього польського короля. У Корсуні, в 60 км звідси, як відомо, у Понятовського був палац-резиденція. У середині 19 століття в Потапцях знаходився маєток генерала Олександра Петровича Мальчевського, яке разом з 1431 десятинами землі в 1855 році перейшло у спадок його дочки Аделі і її чоловікові полковнику Олександру Людвикович Нейману.
В 1922 році в селі було відкрито хату-читальню, 1931 року — початкову школу.
Під час німецько-радянської війни майже всі чоловіки пішли на фронт — 137, з них 130 нагороджено бойовими орденами та медалями. Чоловіки відзначились своєю хоробрість —Короп Міна Юхимович(1903—1945) нагороджений Орденом Слави http://www.podvignaroda.ru/?n=22004897 ,П. Х. Трепет (інженер підривної бригади), О. О. Пшеничний (отримав орден Червоного Прапора) , Н. І. Кропива (старший лейтенант, замполіт, загинув в боях за визволення Вільнюсу, де і похований). На честь загиблих односельчан було встановлено обеліск Слави.
У центрі села є пам'ятник над братською могилою. Над рядками прізвищ одна фотографія. На ній зображений військовий журналіст майор Микола Федорович Старостін. У 1943 року під час десантної операції, стрибаючи з парашутом біля села Потапці, він потрапив у полон до нацистів. Після короткого допиту у дворі колгоспниці Олімпії Гордієнко його розстріляли і закопали біля ставка. Старостін встиг повідомити господині будинку своє прізвище та ім'я.
У 1946 році в Потапці приїжджала його вдова. Десантника перепоховали у братську могилу, а пізніше в пам'ятник була вмурована його фотографія.
Місцеві жителі стверджують, що в ярах навколо Потапців перед загибеллю ховався від німців зі своїми товаришами Аркадій Гайдар, похований у Каневі.
Багато в цих місцях поховань німецьких солдатів, розорюваних періодично «чорними археологами».
Війна нанесла значних втрат і господарству села — був знищений колгосп, зруйновано лікарню, аптеку, клуб, спалено 70 будинків.
За радянських часів 32 особи було нагороджено урядовими нагородами, а голова колгоспу В. М. Авраменко — Орденом Леніна. На 1972 рік в селі містилась центральна садиба колгоспу імені Чапаєва, за яким було закріплено 2,7 тисяч га землі, зокрема орної 2,2 тисячі га. Господарство спеціалізувалось на вирощуванні зернових культур та м'ясо-молочному тваринництві. Тоді в селі працювали початкова школа, клуб на 250 місць, бібліотека з книжковим фондом 10 тисяч примірників, дитячі ясла, пошта, фельдшерсько-акушерський пункт, аптека.

## Сучасність
На сьогодні в селі працюють школа, будинок культури, бібліотека, 1 магазин, фельдшерсько-акушерський пункт.
Ще в Потапцях колись була дача одного з «Кроликів», Володимира Моїсеєнка (він розповідай про неї в інтерв'ю газеті «Факти» в 2002 році), а музична група ТНМК знімала в Потапцях один зі своїх кліпів.

## Населення

### Мова
Розподіл населення за рідною мовою за даними перепису 2001 року:
| Мова            | Кількість | Відсоток |
| --------------- | --------- | -------- |
| українська      | 337       | 98.25%   |
| російська       | 5         | 1.46%    |
| інші/не вказали | 1         | 0.29%    |
| Усього          | 343       | 100%     |

## Відомі вихідці
1 січня 1946 року в Потапцях народився Народний артист України Валентин Федорович Рожков — артист-вокаліст Київського академічного театру оперети.
10 травня (27 квітня за старим стилем) 1911 року в Потапцях народився Несвітський Яків Іванович — відомий діяч вищої школи України, засновник відомої наукової школи з надійності автомобілів, лауреат Державної премії України, доктор технічних наук, професор. Його життя з 1948 року і до 1974 року пов'язане з Київським автомобільно-дорожнім інститутом, нині це Національний транспортний університет В післявоєнні роки був ініціатором відкриття та налагодження автобусного рейсу із села Потапці до Канева.